# Il secondo secondo me
Il secondo secondo me è un singolo del rapper italiano Caparezza, pubblicato il 22 maggio 2003 come secondo estratto dal secondo album in studio Verità supposte.

## Descrizione
Il brano comincia con il ritornello «Il secondo album è sempre il più difficile, nella carriera di un artista», il quale fa riferimento all'imminente successore cronologico di ?! e quindi secondo album in studio del rapper pugliese. 
In seguito, nel corso della canzone, Caparezza commenta in modo ironico gli stereotipi dell'immaginario collettivo di oggi: a partire da quelli riguardanti i popoli stranieri, passando per gli inglesi («non dovranno mai cambiare moneta, guideranno sempre dal lato sbagliato»), gli arabi («scrivono al contrario») o i neri («hanno il ritmo nel sangue ed il pisello grande»), fino ad arrivare a quelli riguardanti la politica («quando c'era lui i treni partivano in orario»), la gioventù («non sono disoccupato, diciamo che sto studiando»), i mass media («non guardare Devilman, diventi violento») e il modo di fare carriera («vuoi fare carriera, ti servirà una spinta») al giorno d'oggi.

## Video musicale
Nel videoclip sono presenti alcune citazioni a dipinti famosi: la Deposizione del Caravaggio, L'urlo di Munch e la Creazione di Adamo di Michelangelo Buonarroti.

## Tracce
CD promozionale (Italia)
1. Il secondo secondo me (Radio Edit) – 3:47
2. Il secondo secondo me (Clean Version) – 3:43

## Formazione
Musicisti
- Caparezza – voce, Triton, Rhodes, MPC, effetti sonori
- Giovanni Astorino – violoncello
- Alfredo Ferrero – chitarra

Produzione
- Carlo U. Rossi – produzione, arrangiamento, missaggio
- Antonio Baglio – mastering